# رحمان اورامه
رحمان اورامه (زاده  ‎۱۰ آبان ۱۳۷۷ - مسجد سلیمان) یک وزنه‌بردار اهل ایران است.
در تاریخ ۲۰ تیر ۱۴۰۱ با اعلام ستاد ملی مبارزه با دوپینگ (ایران نادو) رحمان اورامه به علت استفاده از ماده ممنوعه متاندینون به ۴ سال محرومیت از هر نوع فعالیت ورزشی محکوم شد.

## افتخارات
- کسب مقام سوم و نشان برنز دسته ۹۴ کیلوگرم به همراه عنوان قهرمانی تیمی در رقابت‌های قهرمانی جوانان آسیا به میزبانی توکیو ژاپن.[۲]